# Plecia visenda
Plecia visenda är en tvåvingeart som beskrevs av Hardy 1950. Plecia visenda ingår i släktet Plecia och familjen hårmyggor. Inga underarter finns listade i Catalogue of Life.